# Xã Kennebec, Quận Monona, Iowa
Xã Kennebec (tiếng Anh: Kennebec Township) là một xã thuộc quận Monona, tiểu bang Iowa, Hoa Kỳ. Năm 2010, dân số của xã này là 314 người.